# L'estate incantata
L'estate incantata (Dandelion Wine) è un romanzo di formazione dello scrittore statunitense Ray Bradbury, pubblicato nel 1957.

## Storia editoriale
La storia si svolge durante l'estate del 1928 nella città di Green Town nell'Illinois, luogo fittizio immaginato dall'autore ispirandosi alla città di Waukegan, sempre nell'Illinois, dove Bradbury è cresciuto. Il romanzo si è sviluppato a partire dal racconto Dandelion Wine, pubblicato nel numero di giugno 1953 della rivista Gourmet.
Il titolo originale si riferisce ad un vino prodotto con petali di dente di leone e altri ingredienti, comunemente agrumi. Nella storia questo vino, preparato dal nonno del protagonista, è una metafora che riunisce tutte le gioie dell'estate in una sola bottiglia.
Il protagonista della storia è Douglas Spaulding, un ragazzo di 12 anni, figura che ricorda da vicino l'autore stesso da giovane, a partire dal nome; lo scrittore, all'anagrafe, è infatti Raymond Douglas Bradbury. La maggior parte del libro si concentra sulle routine di una cittadina americana e sulle gioie semplici del passato.

## Trama
Nell'estate del 1928, il dodicenne Douglas Spaulding per la prima volta assume la consapevolezza di essere vivo. Da quel momento inizia a vedere con occhi nuovi le esperienze che gli riserva il tempo di vacanza, come la raccolta della frutta assieme al padre e al fratello minore Tom e la preparazione del vino di dente di leone da parte della nonna.
Una sera, andato a prendere il gelato nel centro della cittadina, Douglas parla con Leo Auffmann, operatore cinematografico e aspirante inventore, al quale dà l'idea di costruire la "Macchina della Felicità", una sorta di simulatore immersivo di realtà ante litteram. Auffmann si getta a capofitto nella sua invenzione, a rischio di perderci la salute e l'amore di moglie e figli, ma in seguito al primo utilizzo la macchina esplode. Douglas ritiene comunque di aver trovato un'altra macchina, stavolta una virtuale "macchina del tempo", quando fa la conoscenza del colonnello Freileigh, un vecchissimo reduce della Guerra di Secessione che racconta a lui e ad altri ragazzini i suoi ricordi del secolo precedente.
Douglas e i suoi coetanei sono testimoni dell'evoluzione tra le relazioni di diversi dei loro concittadini adulti, come la fama di strega che si è guadagnata la signora Goldwater presso le altre donne, l'amore platonico sbocciato tra il trentunenne William Forrester e la novantacinquenne Helen Loomis, la convinzione che per la città e i dintorni si aggiri un serial killer detto "il Solitario", che Miss Lavinia Nebbs, la cassiera del cinema, è convinta di aver ferito con un paio di forbici, costringendolo alla fuga, dopo esserselo ritrovato in casa.
Dopo la consapevolezza della vita, giunge per Douglas anche quella della morte, quando, a poca distanza di tempo, entrano nel regno dei più il colonnello e, soprattutto, la bisnonna. Quando in città arriva un circo itinerante, Douglas si picca di liberare dai suoi padroni la cartomante (''Madame Tarot"), benché essa sia solo una statua di cera mossa meccanicamente. Compie il furto assieme al fratello Tom; il padre, quando scopre la statua in casa, si mostra comprensivo e si offre di ripagare l'impresario, il signor Black.
In un giorno particolarmente caldo, Douglas si sente malissimo e peggiora rapidamente, al punto da trovarsi in pericolo di vita. Quando sembra ormai spacciato, un rigattiere ambulante, il signor Jonas, lascia a  casa sua due bottiglie, che a suo dire sarebbero piene d'aria speciale; subito dopo, Douglas guarisce.
Alla fine della stagione, Douglas riflette sulle esperienze avute e su come l'abbiano fatto maturare.

## Opere correlate
L'episodio del furto della statua di cera della cartomante rappresenta un collegamento col successivo romanzo di Bradbury Il popolo dell'autunno, uscito nel 1962 e ambientato nella stessa città immaginaria di Green Town alcuni decenni dopo.
L'opera ha un seguito nel romanzo Addio all'estate (Farewell Summer), pubblicato nel 2006.

## Edizioni
- Ray Bradbury, L'estate incantata, collana Oscar Mondadori, cura e traduzione di Giuseppe Lippi, n. 1836, Mondadori, 1985.
- Ray Bradbury, L'estate incantata, collana I gabbiani, traduzione e postfazione di Giuseppe Lippi, n. 19, Mondadori, 1991, ISBN 88-04-35150-0.
- Ray Bradbury, L'estate incantata, collana L'ABC della fantascienza, traduzione di Giuseppe Lippi, n. 5, edizione allegata al quotidiano, l'Unità, 1993, ISBN 88-04-35150-0.
- Ray Bradbury, L'estate incantata, collana Oscar Moderni, traduzione di Giuseppe Lippi, n. 335, Mondadori, 1985, ISBN 978-88-04-71530-6.